# Santa Maria Assunta dei Pignatelli (Nápoly)
A Santa Maria Assunta dei Pignatelli templom Nápolyi történelmi belvárosában.

## Története
A templomot a 14. században a torittói Pignatelli család építtette egykori városi palotájuk szomszédságában. 1477-ben és 1736-ban jelentősen átépítették. Mai formáját a 18. században nyerte el. A templom belsőjét Fedele Fischetti freskói díszítik. Ugyancsak az ő műve a főoltár képe is. A főoltártól balra áll Carlo Pignatelli reneszánsz síremléke, amely Angelo Aniello Fiore alkotása. Átellenben, egy márványpadlóval borított kis 16. századi kápolnában egy Bartolomè Ordonez festmény állt, amelyet ma a Capodimonte múzeumban őriznek. A templom jelenleg felújítás alatt áll. A restaurálás során görög-római építészeti elemek kerültek elő, valószínű tehát, hogy egy ókori építmény alapjaira épült.